# Bundespolizeidirektion 11
Die Bundespolizeidirektion 11 (BPOLD 11) ist eine deutsche Unterbehörde der Bundespolizei mit Sitz in Berlin im Dienstgebäude der Königlichen Eisenbahndirektion Berlin. Die Direktion im Geschäftsbereich des Bundesministeriums des Innern und für Heimat ist dem Bundespolizeipräsidium unmittelbar nachgeordnet. Präsident der Behörde ist Olaf Lindner, vormals Kommandeur der GSG 9 der Bundespolizei.

## Aufgaben

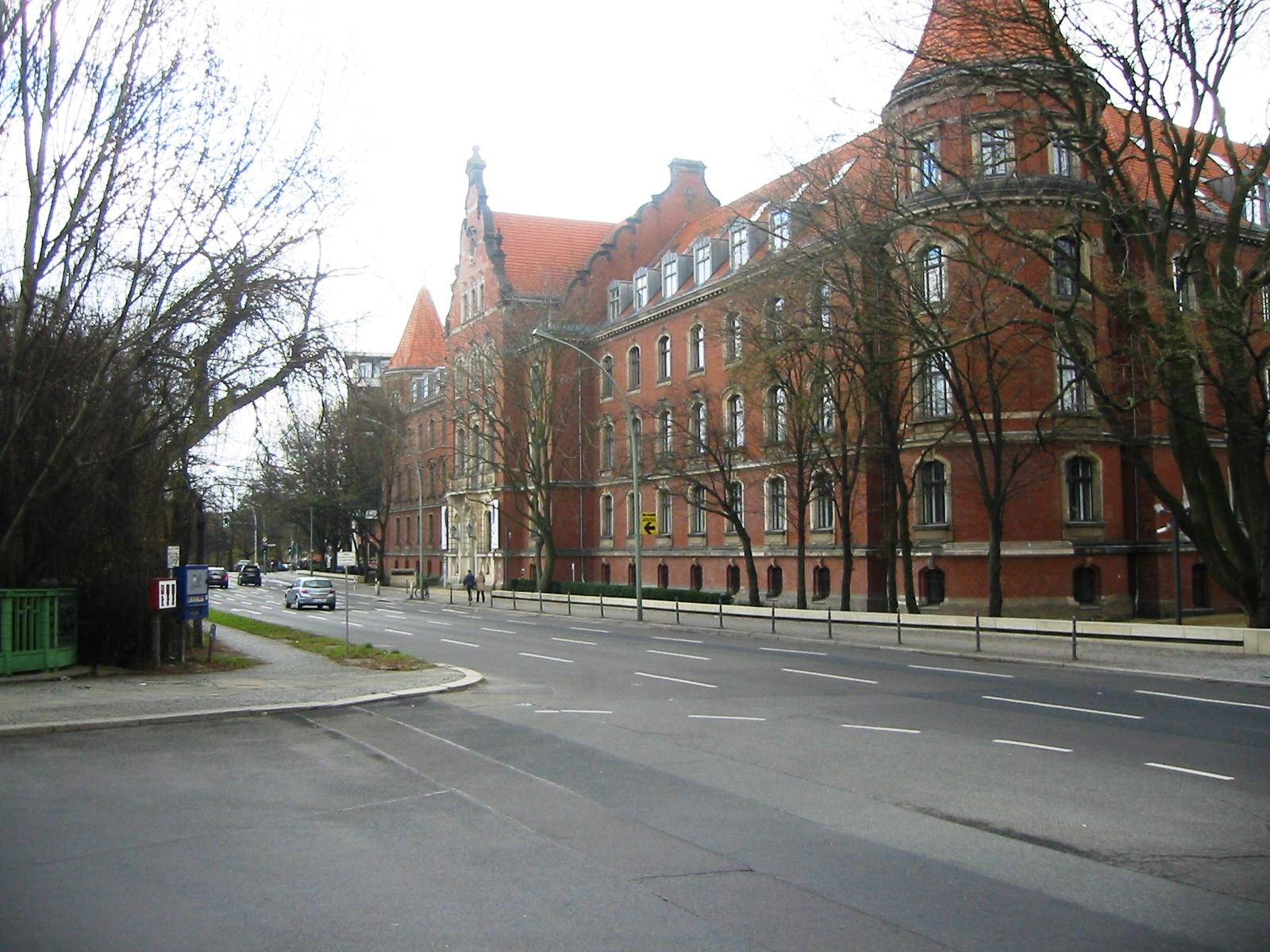
Gebäude der Bundespolizeidirektion 11 am Schöneberger Ufer 1

Nach der Verordnung über die Zuständigkeit der Bundespolizeibehörden (BPolZV) erstreckt sich sachliche Zuständigkeit der Bundespolizeidirektion 11 auf die Aufgaben nach § 4a (Sicherheitsmaßnahmen an Bord von Luftfahrzeugen) und Verwendungen nach § 8 Absatz 2 (Rettung von Personen aus einer gegenwärtigen Gefahr für Leib oder Leben im Ausland) und § 9 Absatz 1 Nummer 2 (Unterstützung des Auswärtigen Amtes bei der Wahrnehmung von Aufgaben zum Schutz deutscher Auslandsvertretungen) des Bundespolizeigesetzes. Die örtliche Zuständigkeit umfasst das gesamte Bundesgebiet.
Der Zuständigkeit entsprechend sind der Bundespolizeidirektion 11 nachgeordnet:
- GSG 9 der Bundespolizei
- Bundespolizei-Flugdienst
- Polizeiliche Schutzaufgaben Ausland der Bundespolizei
- Besondere Schutzaufgaben Luftverkehr der Bundespolizei
- Einsatz- und Ermittlungsunterstützung der Bundespolizei
- Entschärfungsdienst der Bundespolizei

## Gliederung
Die Unterbehörde Bundespolizeidirektion 11 wird von einem Präsidenten und einem Vizepräsidenten geleitet. Die Direktion gliedert sich in die drei „Stabsbereiche“ mit jeweils fünf oder sechs Sachbereichen.
- Stabsbereich 1 Einsatz
- Stabsbereich 2 Technik/Logistik
- Stabsbereich 3 Verwaltung

Daneben verfügt die Direktion über eine Leitungsassistenz und Stabsstellen.

## Geschichte

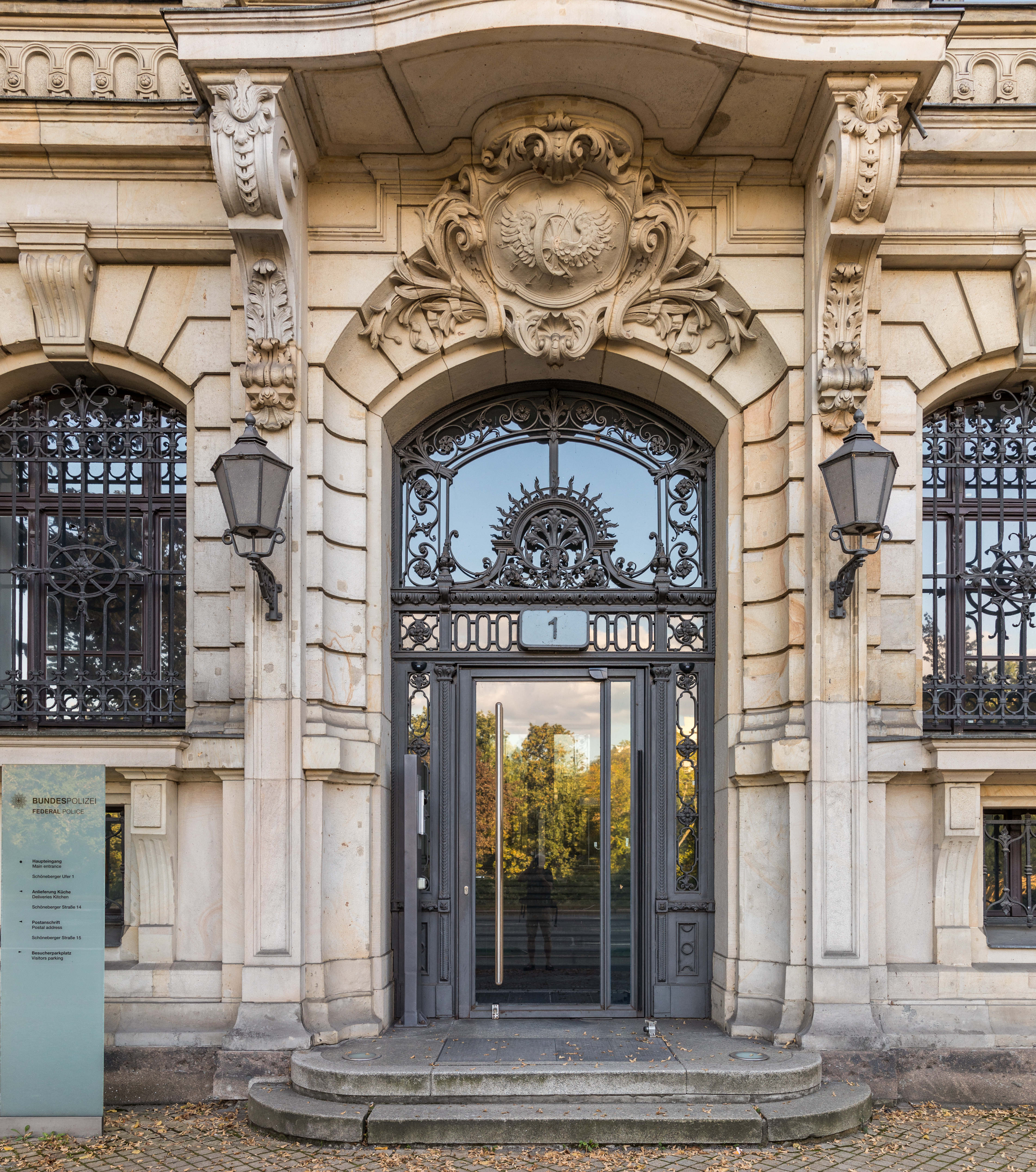
Haupteingang Bundespolizeidirektion 11, Schöneberger Ufer 1

Die Bundespolizeidirektion 11 wurde mit Wirkung vom 1. August 2017 errichtet. Die offizielle Eröffnung erfolgte am 8. August 2017 durch den damaligen Bundesminister des Innern Thomas de Maizière. Seit ihrer Gründung hat sie im ehemaligen Dienstgebäude der Königlichen Eisenbahndirektion Berlin ihren Sitz.